# Arnold Brecht

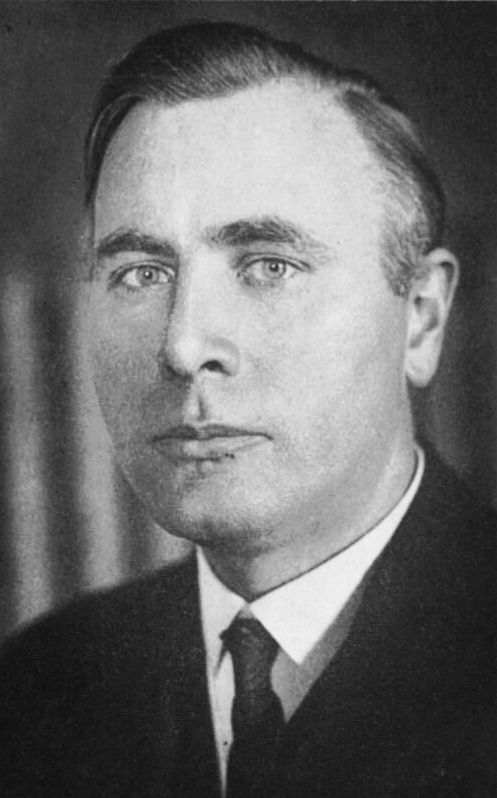
Arnold Brecht

Arnold Walter Rudolf Brecht (* 26. Januar 1884 in Lübeck; † 11. September 1977 in Eutin) war ein deutsch-amerikanischer Jurist und Politikwissenschaftler. Er war führender Beamter in der Weimarer Republik. Er gehörte zu den wenigen demokratisch gesinnten Spitzenbeamten, die aktiv für die Bewahrung der Weimarer Republik eintraten.

## Leben
Brechts Eltern waren Walther Brecht, Direktor der Lübeck-Büchener Eisenbahn und Mitglied der Lübecker Bürgerschaft, und dessen Ehefrau Regina Erdmuthe Marie (* 9. Juni 1856 in Weißenfels; † 8. März 1928 in Berlin), eine Tochter Theodor Weishaupts. Er hatte zwei Brüder, darunter Gustav Brecht, der in der Braunkohlewirtschaft tätig war, und zwei Schwestern: Editha (1878–1957) heiratete den Verwaltungsjuristen Martin Richter; Gertrud (geb. 1885) war mit dem jüdischen Violinisten Ossip Schnirlin verheiratet. Mit ihm nahm sie sich im Sommer 1939 das Leben. Seit 1915 war Arnold Brecht mit Clara Berg (1876–1970) verheiratet. Beide erwarben 1946 die US-amerikanische Staatsbürgerschaft.
Nach dem Abitur am Katharineum zu Lübeck Ostern 1902 begann Brecht an der Rheinischen Friedrich-Wilhelms-Universität Rechtswissenschaft zu studieren. Er wurde Mitglied der AMV Makaria Bonn, einer musikalischen Studentenverbindung im Sondershäuser Verband. Er wechselte an die Friedrich-Wilhelms-Universität zu Berlin, die Georg-August-Universität Göttingen und die Universität Leipzig. 1906 wurde er in Leipzig zum Dr. iur. promoviert. Im Freistaat Preußen war er 1918–1933 zunächst Reichsbeamter und – nach seiner politisch motivierten Entlassung aus dem Reichsdienst – seit 1927 als Ministerialdirektor und „hauptamtliches stellvertretendes Mitglied“ Stimmführer der Stimmen des Preußischen Staatsministeriums im Reichsrat.
Zu Beginn des Kapp-Putsches, 13. bis 17. März 1920, sicherte Brecht alle erreichbaren Dienststempel der Reichskanzlei und beurlaubte dort alle Telefonistinnen und leistete derart einen der ersten verwaltungsinternen Akte des Generalstreiks gegen die Putschisten, um diesen wirksame Mittel der Propaganda zu entziehen.
In der Verfassungsklage Preußen contra Reich vertrat Brecht 1932 das Kabinett Braun III vor dem Staatsgerichtshof für das Deutsche Reich. Nachdem durch das Urteil des Staatsgerichtshofs das Recht der Regierung Braun/Severing, Preußen weiterhin im Reichsrat zu vertreten, bestätigt worden war, nahm Brecht die Stimmführung der Stimmen des Preußischen Staatsministeriums wieder auf. In dieser Funktion antwortete er auf die Antrittsrede Adolf Hitlers im Reichsrat am 2. Februar 1933. Er forderte Hitler zur Achtung von Recht und Gesetz auf. Im Anschluss an die Rede verließ Hitler – offensichtlich ungehalten – die Sitzung. Der Vorgang führte zu einem wütenden Kommentar des NS-Parteiorgans Völkischer Beobachter. Bereits wenige Tage danach wurde er aus dem Staatsdienst entlassen. Die „Hoheitsregierung“ Braun/Severing, deren Belange Brecht im Reichsrat zu vertreten hatte, konnte dies nicht verhindern, da die Personalhoheit aufgrund des „Preußenschlags“ durch die von der Reichsregierung eingesetzte „Kommissariatsregierung“ ausgeübt wurde.
Im November 1933 emigrierte Arnold Brecht in die Vereinigten Staaten von Amerika, wo er in New York an der Graduate Faculty der New School for Social Research bis zu seiner Emeritierung 1954 als Professor of Political Science, Jurisprudence, and Public Finance lehrte und forschte. 1946 wurde er auf dem 41. Annual Meeting der American Political Science Association (APSA) zu deren Third Vice President and Member of Research Committee gewählt.
Noch vor Ende des Zweiten Weltkrieges war Arnold Brecht ein gefragter Berater in der amerikanischen Außenpolitik und zu Beginn der 1950er Jahre Mitbegründer der Politikwissenschaft in Deutschland. Brecht wirkte beratend bei der Ausarbeitung des Grundgesetzes für die Bundesrepublik Deutschland mit. Er wurde 1953 rückwirkend zum Staatssekretär a. D. ernannt. 1959 erhielt er das Große Bundesverdienstkreuz des Verdienstordens der Bundesrepublik Deutschland. Diese Ehrung wurde ihm mit Else Staudinger, ihrem Ehemann Hans Staudinger und Hans Simons zuteil; alle drei waren Exilierte in New York. 1964 wurde ihm der Stern zum Bundesverdienstkreuz verliehen.
An seinem letzten Elternhaus in der Moislinger Allee 22 zu Lübeck wurde am 18. Januar 2016 eine Gedenktafel für ihn enthüllt.

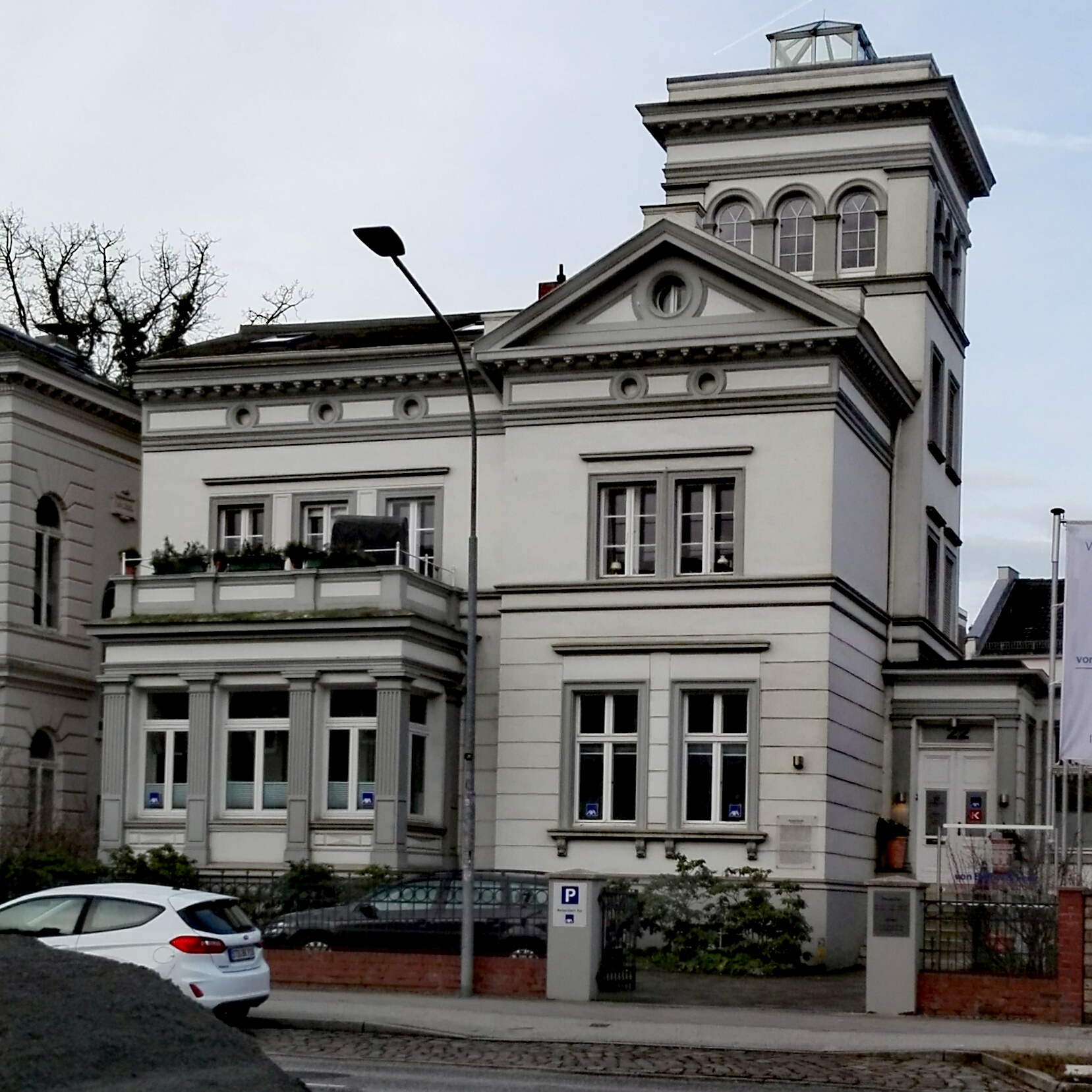
Elternhaus in Lübeck
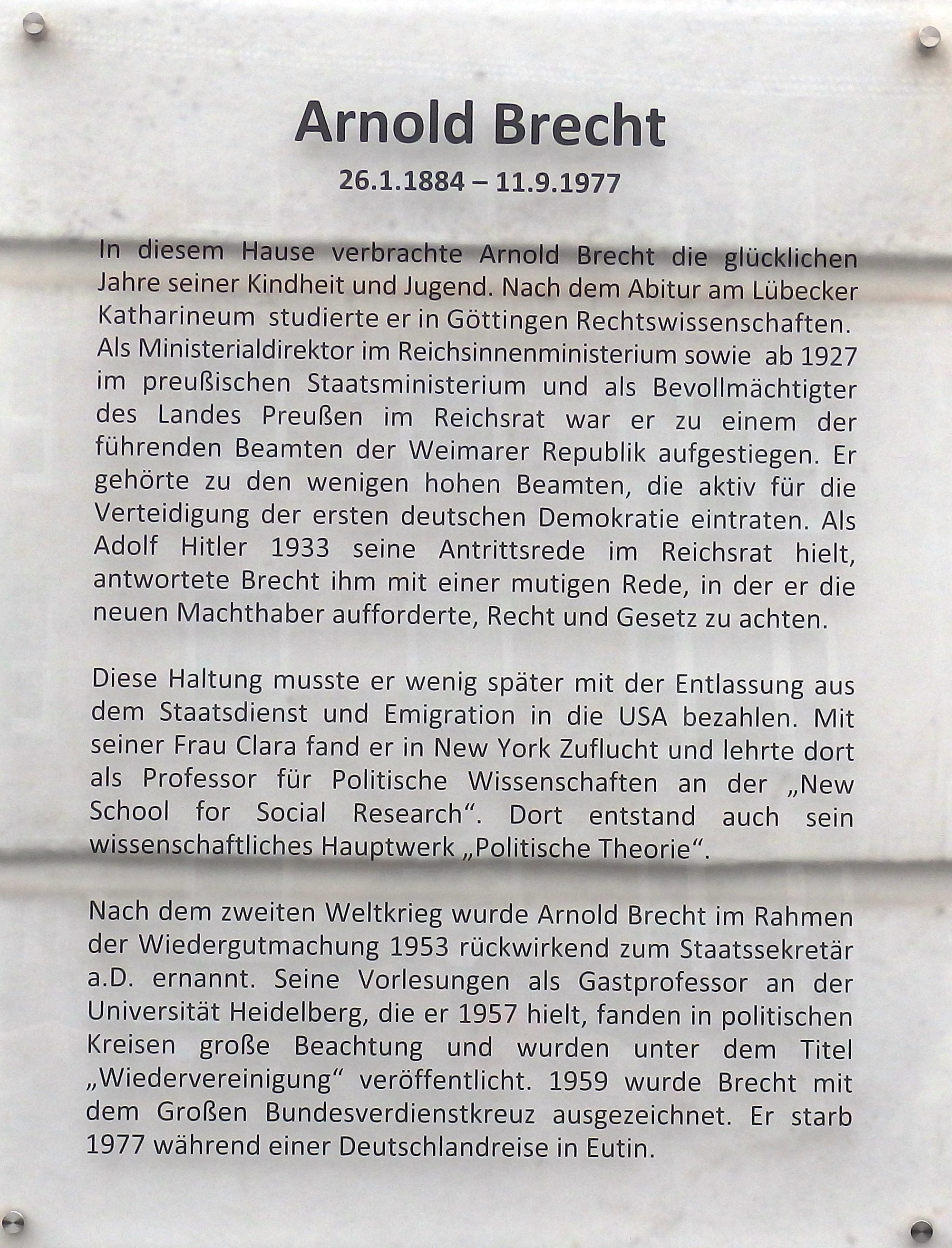
Gedenktafel

## Arnold Brecht als Namensgeber
Das von ihm als Gesetz der progressiven Parallelität von Ausgaben und Bevölkerungsmassierung bezeichnete heute als Brechtsches Gesetz bekannte Gesetz besagt, dass im Finanzausgleich größere Gemeinden überproportional viel Geld im Verhältnis zur Bevölkerung erhalten. Dies bedeutet, dass mit steigender Bevölkerungsdichte die öffentlichen Pro-Kopf-Ausgaben steigen. Das Gesetz steht damit in engem Zusammenhang zum Begriff der veredelten Einwohnerzahl nach dem Stadtstaatenprivileg.

## Schriften
- System der Vertragshaftung (Unmöglichkeit der Leistung, positive Vertragsverletzung und Verzug) (= Jherings Jahrbücher für die Dogmatik des bürgerlichen Rechts. Band 53). 1908, S. 213 ff.
- mit Gerhart Hauptmann, Wilhelm Marx, Edwin Redslob: Gedenken an Walther Rathenau. Feier der Walther-Rathenau-Stiftung zum 60. Geburtstage am 29. September 1927. Dresden 1928.
- Internationaler Vergleich der öffentlichen Ausgaben. Teubner, Leipzig 1932.
- Preußen contra Reich vor dem Staatsgerichtshof. Stenographischer Bericht der Verhandlungen vor dem Staatsgerichtshof in Leipzig vom 10. bis 14. und vom 17. Oktober 1932. Mit einem Vorwort von Arnold Brecht. J. H. W. Dietz, Berlin 1932.
- Prelude to Silence. The End of the German Republic. Oxford University Press, New York 1944.
- Federalism and Regionalism in Germany. The Division of Prussia. Oxford University Press, New York 1945.
- Vorspiel zum Schweigen. Das Ende der deutschen Republik. Verlag für Geschichte und Politik, Wien 1948.
- Föderalismus, Regionalismus und die Teilung Preußens. Dümmler, Bonn 1949.
- Walther Rathenau und das deutsche Volk. Nymphenburger Verlagshandlung, München 1950.
- Die Auflösung der Weimarer Republik und die politische Wissenschaft. In: Zeitschrift für Politik. NF, Jg. 2, Heft 4, Dezember 1955, S. 291 ff.
- Political Theory, The Foundations of Twentieth-Century Political Thought. Princeton University Press, Princeton N.J. 1959.
  - Politische Theorie. Die Grundlagen politischen Denkens im 20. Jahrhundert. Stellenweise revidierte und ergänzte deutsche Ausgabe, übersetzt von Irmgard Kutscher und dem Verfasser. Mohr, Tübingen 1961.
  - 2., durchgesehene Auflage: Politische Theorie. Mohr, Tübingen 1976.
- Aus nächster Nähe. Lebenserinnerungen 1884–1927 (= Lebenserinnerungen. Band 1), Deutsche Verlags-Anstalt, Stuttgart 1966.
- Mit der Kraft des Geistes. Lebenserinnerungen 1927–1967 (= Lebenserinnerungen. Band 2), Deutsche Verlags-Anstalt, Stuttgart 1967.
- Lyrisches Vermächtnis. Reichert, Kornwestheim 1974.
- Kann die Demokratie überleben? Die Herausforderungen der Zukunft und die Regierungsformen der Gegenwart. Stuttgart 1978, ISBN 3-421-01873-1.